# Gerald Finzi
Gerald Raphael Finzi (Londres, 14 de julio de 1901 — Oxford, 27 de septiembre de 1956), fue un compositor británico de la primera mitad del siglo XX, continuador de la gran tradición inglesa que encarnaron Elgar, Parry, Stanford y Vaughan Williams. 
Su imagen popular es la de un pastoralista lírico, lo que hizo que su música pareciese pasada de moda incluso en el transcurso de su vida. En su caso no se puede hablar de experimentación y aún menos de modernidad, pero tenía una voz propia, personal, reconocible en sus ciclos de canciones y obras corales, en la que demuestra una perfecta comunión entre palabra y música, resultado de su gran conocimiento de la literatura inglesa. Obras como el Concierto de violoncelo y las Intimations of Immortality le muestran como algo más que un miniaturista. Su popularidad ha ido en aumento desde su muerte. 

## Biografía

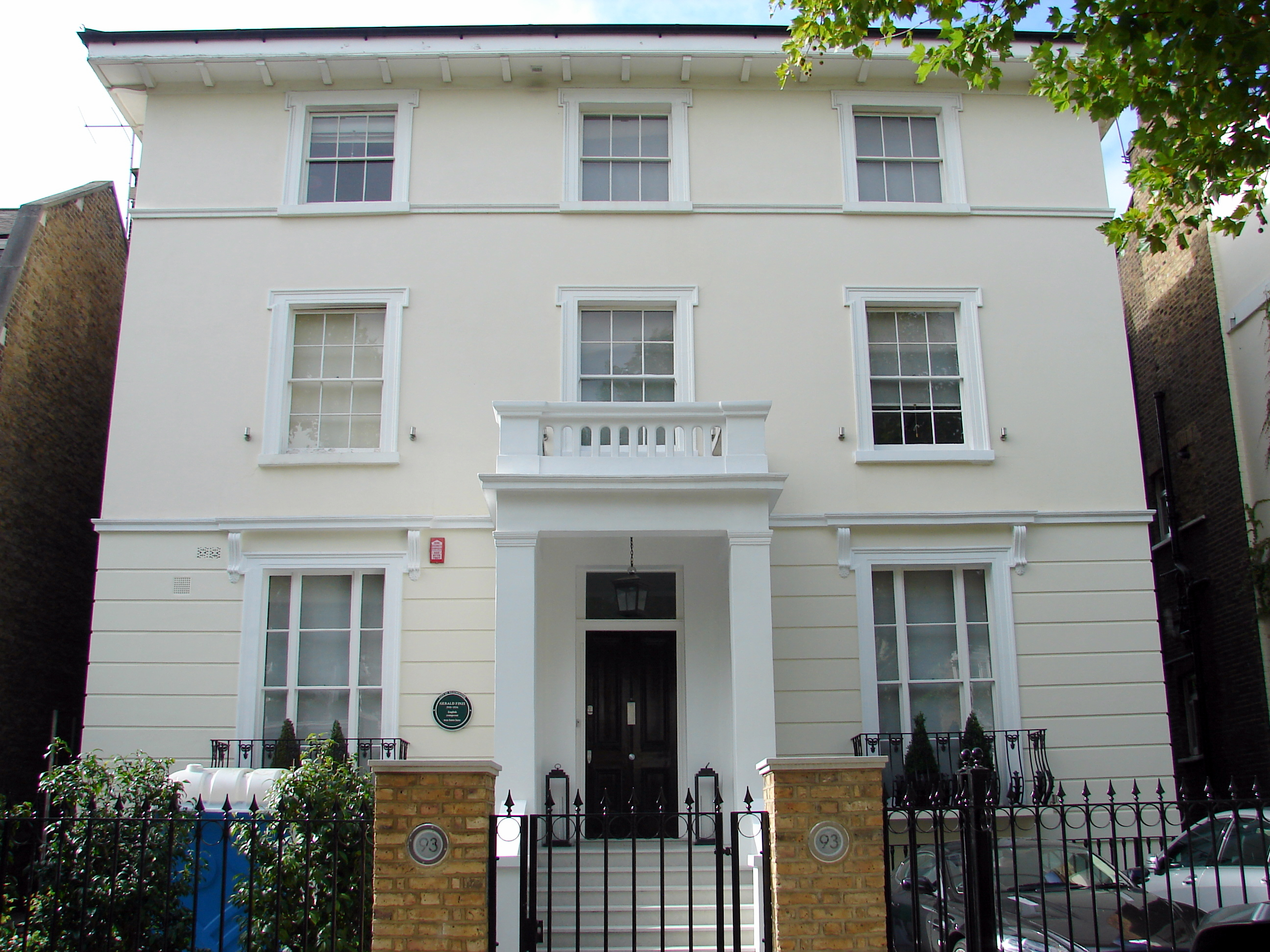
Casa natal de Gerald Finzi.

Gerald Finzi nació el 14 de julio de 1901 en Londres, en el seno de una familia judía de ascendencia italiana, siendo el menor de cinco hermanos. Sus padres, en aquel momento judíos ortodoxos practicantes, nunca le transmitieron esa herencia y de hecho, Finzi compuso a lo largo de su vida muchas obras para la liturgia cristiana. El joven Gerald pasó su niñez en Londres, recibiendo una educación de forma privada hasta los ocho años, en 1909, cuando su padre, un próspero agente marítimo, falleció. 
Comenzó a asistir a la escuela de Kingswood (ahora parte del «Collingwood College») y permaneció en la misma clase durante cuatro años. No fue muy feliz allí e incluso fingió un desmayo para que le cambiasen de colegio. En 1914, su madre le envió a Suiza, junto con su hermano Edgar y un profesor particular privado. Permaneció allí durante un año y fue en ese viaje, a los trece años, cuando interpretó una pieza propia en un concierto en el Hotel de la Paix, en Saint-Valery-en-Caux (Normandía). Volvieron a Inglaterra en 1915 y Finzi ingresó en la «Mount Arlington Preparatory School», en Hindhead (Surrey), a unos 70 km al sur de Londres.
En 1915, tras estallar la I Guerra Mundial y para evitar riesgos, la familia se instaló en Harrogate, una ciudad del norte del país situada a unos 25 km de Leeds. Gerald comenzó a estudiar música con Ernest Farrar,
un joven compositor que fue movilizado en 1917 y que murió al poco en el Frente del Oeste, una muerte que a Gerard le afectó profundamente. Durante esos años de aprendizaje sufrió, asimismo, la pérdida de tres de sus hermanos, el último en 1918 como aviador. Estas adversidades le proporcionaron una visión desoladora de la vida y le hicieron un joven muy reservado, que encontró consuelo en la poesía de Thomas Traherne y de Thomas Hardy, a cuyos poemas, así como a los de Christina Rossetti, comenzó a poner música. En la poesía de Hardy y de Traherne —y, posteriormente en la de William Wordsworth— Finzi se sintió atraído por el recurrente motivo de la inocencia de la infancia corrompida por la experiencia adulta. Ya desde el comienzo de su actividad compositiva el tono general de su música fue claramente elegíaco, con especial predilección por los movimientos lentos.

### Estudios y primeras composiciones (1918-33)

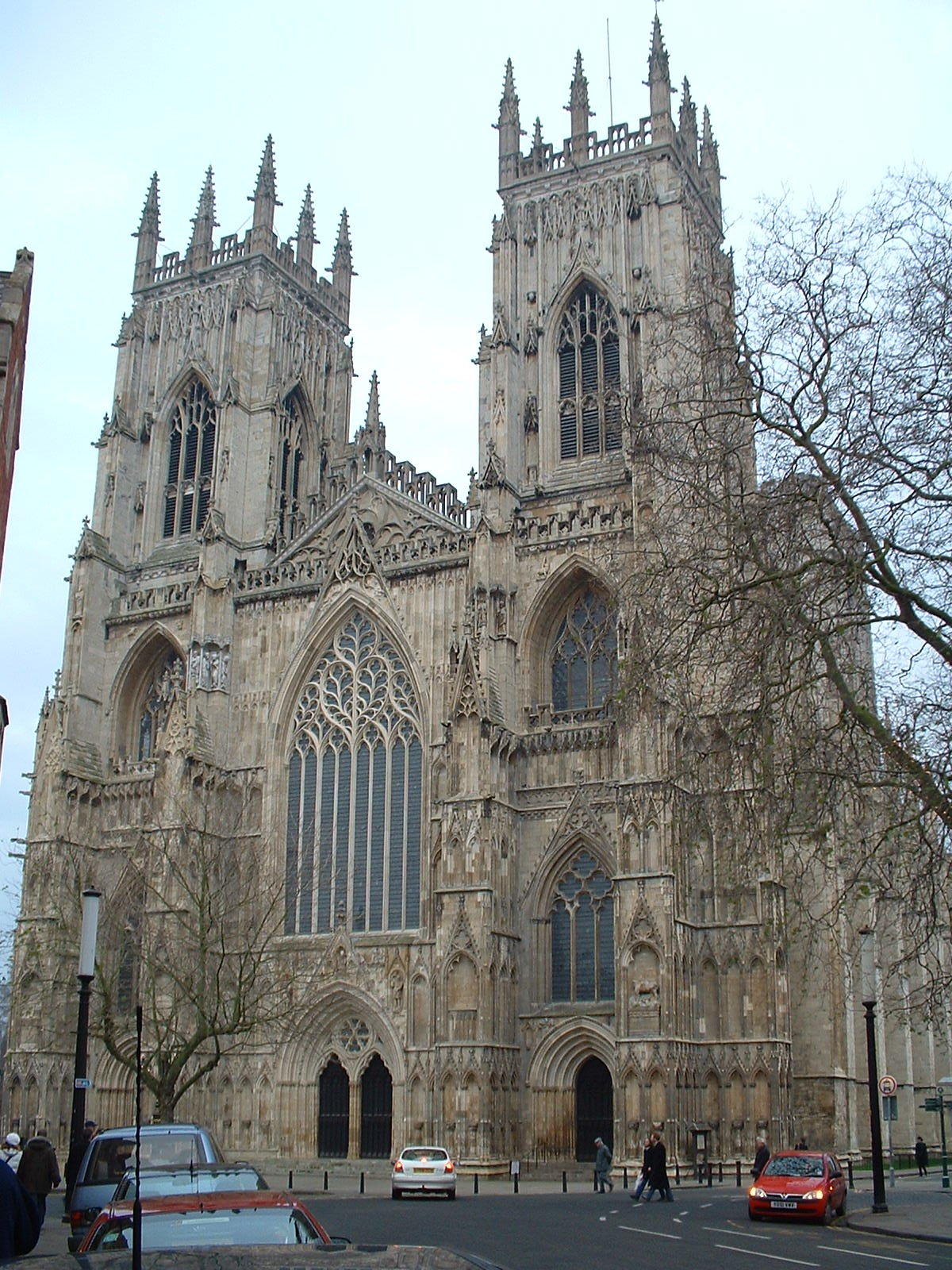
York Minster, donde Finzi estudio de 1918 a 1922.

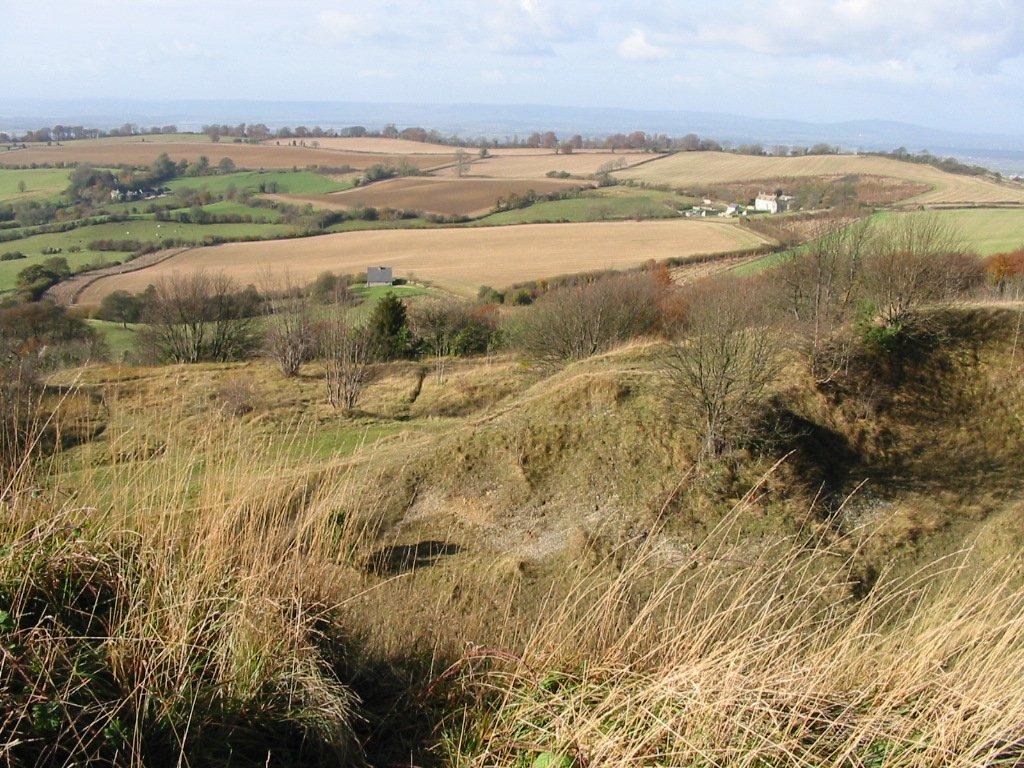
Paisaje de Painswick, localidad donde Finzi residió de 1922 a 1926.

Tras la movilización de Farrar, Finzi tuvo como profesor a Frederick Helmsley, organista de Saint Wilfrid, en Harrogate. Luego, de 1918 a 1922 prosiguió sus estudios en la cercana ciudad de York, en el York Minster, con el organista y director de coro sir Edward Bairstow.
Bairstow era un hombre muy estricto, aunque le permitió asistir a sus ensayos y a los conciertos que celebraba con las sociedades corales de York, Bradford y Leeds. En 1921, Finzi completa su primera obra con número de opus, Ten Children's Songs, opus 1, para voz y piano, un ciclo de canciones adaptación de poemas de Christina Rossetti.
Acabados los estudios con Bairstow, Finzi y su madre, muy atraídos por la belleza de la campiña inglesa —ambos habían pasado unas vacaciones en Gloucestershire cuando residían en Yorkshire— se trasladaron a vivir a Cotswold, una aldea cercana a la pequeña localidad de Painswick. Gloucestershire, al oeste de Inglaterra, era una zona que por aquel entonces ejercía una fuerte atracción en muchos artistas, poetas y músicos —era un paisaje muy querido por Elgar, Howells, Gurney y Vaughan Williams— y también en los colegas y amigos de Finzi. Su estancia allí iba a causar un profundo efecto en su vida y en su música, y lo llegó a describir como una tierra prometida, como un Edén, "siempre en reposo, libre e inmortal". La tranquilidad de la pequeña aldea permitió al joven músico dedicarse por entero a la composición.
Sus primeras obras incluyen unas adaptaciones de poemas de Hardy, un esbozo de un Concierto de violín, de factura un tanto neoclásica, y la obra orquestal A Severn Rhapsody (1923), dedicada a su amiga la artista australiana Vera Somerfield, que fue estrenada en Bournemouth al año siguiente, en 1924, bajo la dirección de Sir Dan Godfrey, obteniendo buenas críticas. Su primer trabajo publicado fue By Footpath and Style (1921-22), un ciclo de canciones para barítono y cuarteto de cuerdas con textos de Thomas Hardy, que por entonces ya era su poeta favorito. También trabajó en un Requiem da Camera (1923-25), una obra que dedicó a Farrar, su difunto profesor de composición, y que solo fue oída en su forma completa en 1990.
El aislamiento rural y musical pronto llegó a ser opresivo y volvió de nuevo a Londres en 1926. Su círculo social se amplió y su amistad con artistas y músicos le permitió desarrollar su carrera musical. A sugerencia de Adrian Boult, Finzi hizo un curso de contrapunto con R.O. Morris, uno de los profesores británicos más destacados de entreguerras (tuvo como alumnos, además de a Finzi, a Sir Michael Tippett, Constant Lambert, Robin Milford, Anthony Milner, Edmund Rubbra, Bernard Stevens y Jean Coulthard). Entabló amistad con los jóvenes compositores Arthur Bliss, Edmund Rubbra, Robin Milford y sobre todo con Howard Ferguson, que sería uno de sus mejores amigos durante el resto de su vida. En esos años, Finzi desarrolló una intensa actividad para mejorar su formación artística, asistiendo ávidamente a conciertos, exposiciones y teatro. 
En esa época londinense compuso muchas obras, que se encuentran entre lo más fresco y personal de su música. Terminó definitivamente la Severn Rhapsody —que obtuvo el premio Carnegie Award y fue publicada por Carnegie Trust—; reescribió el Concierto de violín —el concierto, dedicado a Sybill Eaton, en su primera versión era intocable, y tras un estreno parcial en mayo de 1927, con Malcolm Sargent al frente de la British's Women Symphony Orchestra, fue reescritó y completado siendo estrenado en febrero de 1928 por Vaughan Williams en un concierto con el Bach Choir y la London Symphony Orchestra—; y siguió escribiendo bastantes canciones. (Su hábito de revisar todas sus composiciones años más tarde hace la datación de las obras sea bastante problemática).
Conoció, también a otros compositores mayores, como a Gustav Holst y Ralph Vaughan Williams, del que llegaría a ser su más querido pupilo, y más adelante, un gran amigo. En esa época, Vaughan le consiguió un puesto de profesor de composición en la Royal Academy of Music, un puesto que desempeñó de 1930 a 1933, enseñando en el segundo curso los elementos de contrapunto y armonía un día a la semana.

### Desarrollo musical (1933-39)
En 1933 Finzi pasó sus vacaciones en Lye Green, en Sussex, en una «cottage» alquilado. Finzi necesitó ayuda ya que la chimenea devolvía el humo al interior de la casa y así fue como conoció a las dos hijas de Mrs. Black, la dueña. Eran dos jóvenes muy hermosas, Joyce y Mags, y la mayor, Joyce, estaba interesada en las artes y fue casi inevitable que se sintiera atraída por un joven compositor de 32 años. Ella misma recuerda la primera impresión que le causó: 

..."singularmente inarticulado... poco atractivo casi hasta al punto de la fealdad. Inhibido y enterado de todo... nunca había encontrado a ninguna persona tan sensible y capaz de daño pero con tan escasa vitalidad". Pero Finzi, “como todos los que conocen las sombras... tenía una capacidad inmensa para el disfrute. Un gran aprecio por muchas cosas -y un delicioso e infinito humor”
Joyce Black

Volvieron a Londres, él dejó su puesto de profesor y el 16 de septiembre se casaron en la «Dorking Registry Office» —con Mags Black y Ralph y Adeline Vaughan Williams como testigos—, yéndose a vivir a una bonita casa en Hampstead, no lejos de donde vivió el poeta Keats. Finzi nunca se sintió cómodo con la agitada vida londinense y, en 1934 la familia se marchó definitivamente, instalándose en Aldbourne, una atractiva aldea de Berkshire. Adquirieron una importante casa de principios del XIX, Beech Knoll, con una gran finca. Ese mismo año, Finzi consiguió una interpretación completa en Londres de su ciclo de canciones A Young Man’s Exhortation («Una exhortación al hombre joven»), concierto que fue su primer éxito conocido. En Aldbourne, el joven matrimonio vivió durante cinco años y allí nacieron sus dos hijos Christopher ('Kiffer') en 1934 y Nigel en 1936. Joyce, con su cálida liberalidad y eficacia práctica, le facilitó mucho su manera de ser y Finzi siguió dedicado a la composición, al margen de los circuitos tradicionales.

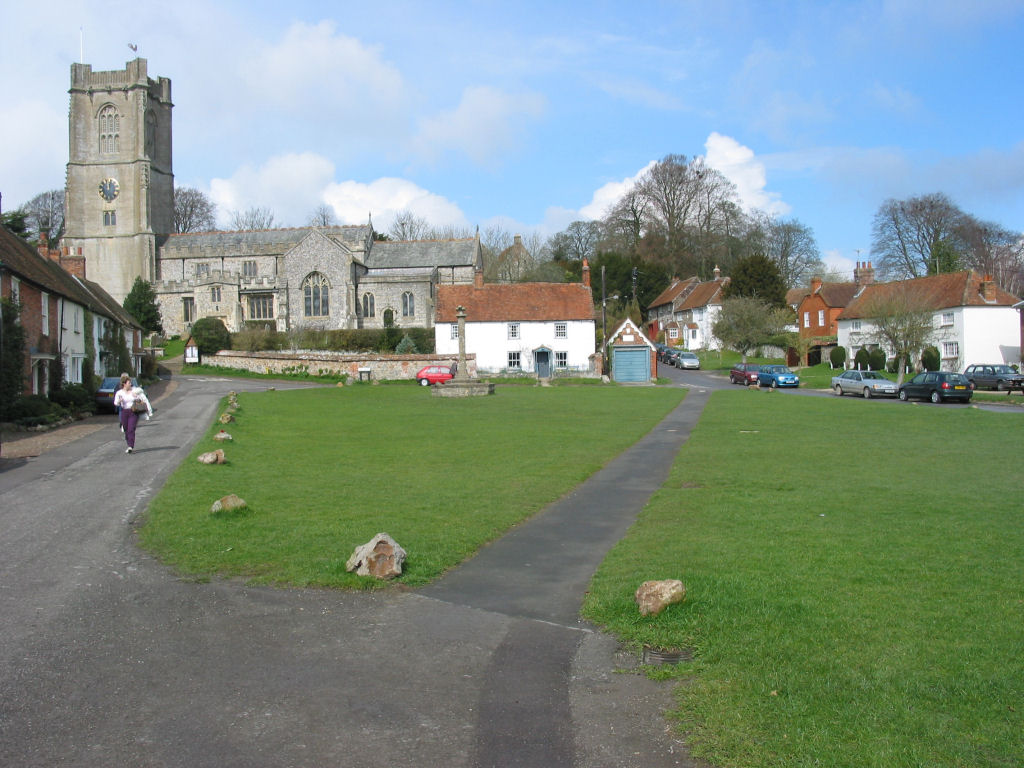
Aldbourne, localidad donde Finzi residió de 1934 a 1939.

En esos años, el matrimonio trabajó mucho a favor del reconocimiento del poeta y compositor Ivor Gurney, que ya entonces había sido internado en una institución mental. En 1920, Gurney había publicado Sleep, una canción que Finzi había escuchado ese mismo año y que le había encantado. Así comenzó una lucha paciente y larga para conseguir un mayor reconocimiento de su obra; quizás lo más sorprendente fue que ambos compositores jamás se conocieron, y a pesar de ello, les unía un evidente nexo estilístico: Ivor Gurney no habría podido elegir mejor defensor artístico. En 1934, Finzi y su esposa comenzaron a catalogar y editar las obras de Gurney para su publicación. También estudiaron y publicaron música tradicional inglesa y música de compositores primitivos como William Boyce, Richard Capel Bond, John Garth, Richard Mudge, John Stanley y Charles Wesley. También en esa etapa comenzó a adquirir muchos libros de poesía, filosofía y literatura inglesa, el inicio de lo que, con el tiempo, llegó a ser una importante biblioteca personal. 
En 1935 se publicó por vez primera una de sus obras en una de las más reputadas editoriales de música, «Boosey & Co and Hawkes & Son», Earth and Air and Rain, opus 15. En esos años Finzi compuso pocas obras: el Interlude, opus 21, para oboe y cuerdas (1932-36); los Seven Poems of Robert Bridges, opus 17 (1937); y el Prelude and Fugue, opus 24, para trío de cuerdas (1938). 
En septiembre de 1937, Gerald y Joy Finzi compraron en Ashmansworth, cerca de Newbury (Wiltshire) una gran parcela —unos 16 acres, aproximadamente 60 Ha— para construir su propia casa. Fue diseñada por el arquitecto Peter Harland (que también diseño la casa de Arthur Bliss) y en marzo de 1939 se trasladaron a ella, bautizándola como Church Farm. La casa tenía y tiene unas espléndidas vistas sobre los campos y las colinas de Hampshire Downs, hacia Winchester, y en un día claro, puede divisarse en la distancia la Isla de Wight (a más de sesenta kilómetros). Vivieron en esta casa de un modo austero para los hábitos de la época, y siguieron ampliando su biblioteca. Finzi comenzó a dedicarse a una afición que se convertiría casi en un trabajo: plantó unos 300 manzanos y con el tiempo llegó a ser un acreditado fruticultor que salvó algunas variedades raras de manzana inglesa de la desaparición. Él se ocupó de planificar, contratar y supervisar todas las labores de la finca. En esta casa residiría hasta su muerte y en ella sería muy feliz y hospitalario con sus amigos, que, agradecidos y espoleados por su ánimo y sentido del esfuerzo, pasaron largas temporadas allí: a mediados de los años 1950 su gran amigo Vaughan Williams escribió en ella la mayor parte de su Octava Sinfonía y parte de la Novena.
Los Finzi continuaron firmes en su trabajo en apoyo de Ivor Gurney y en 1938 impulsaron un symposium sobre su obra, «Music and Letters» y publicaron cinco volúmenes de canciones y dos colecciones de poemas, «The Salley Gardens» y «Hawk and Buckle». En ese mismo año 1938, Finzi retomó Dies natalis, una obra que había esbozado hacia más de diez años, una cantata con textos de Traherne en la que trabajó mucho ese año y el siguiente, 1939. Fue su primera obra de madurez, en la que alcanzó el pleno dominio de sus recursos y de su estilo.

### La madurez (1939-56)
El comienzo de la Segunda Guerra Mundial retrasó el estreno de los Dies natalis, un acontecimiento previsto para el «Three Choirs Festival» que habría podido encumbrar a Finzi como un importante compositor. Al inicio de la guerra, se unió a la «British Home Guard», un cuerpo de voluntarios, en general formado por personas mayores no aptas para desempeñar cometidos militares, que se organizaron para el caso de que hubiera una invasión alemana. En diciembre de 1940 fundó en Newbury los «The Newbury String Players», una orquesta de cámara de aficionados con la que tocaba en las iglesias, escuelas y centros comunitarios de la región y que Finzi dirigió hasta su muerte. Con ella recuperó mucha música inglesa olvidada —preferentemente de cámara del siglo XVIII—, estrenó bastantes obras de sus contemporáneos, y ofreció oportunidades a jóvenes músicos de talento, como Julian Bream y Kenneth Leighton. Finzi no era un buen pianista, tampoco cantaba bien y esta pequeña orquesta se convirtió en su mejor instrumento; su experiencia como director le sirvió para desarrollar una gran comprensión de los matices de la orquesta de cuerdas y, quizás por esta razón, muchas de sus siguientes composiciones tienen parte de escritura para cuerdas.
A partir de 1941, se incorporó en Londres al Departamento de Transporte del Ministerio de la Guerra, como asistente principal de la División de envíos y relaciones con el extranjero («Foreign Shipping Relations Division»), una labor que desempeñó hasta la finalización de la contienda en 1945. En ese tiempo, residió en Hampstead y alojó en su propia casa a muchos refugiados alemanes y checos. 
Compuso pocas obras en ese periodo: acabó el ciclo de canciones Let Us Garlands Bring, opus 18, para barítono y piano (1929-42), un conjunto de cinco poemas de Shakespeare que orquesto al año siguiente; también finalizó una de sus escasas obras de cámara, las Five Bagatelles, opus 23, para clarinete y piano (1938-43) (dedicadas a la clarinetista Pauline Juler); y en 1944 escribió un emotivo canto pacifista, Farewell to Arms, opus 9, para voz y pequeña orquesta, que fue estrenado en 1945, tras acabar la guerra, dirigida por Charles Groves al frente de la BBC Northern Orchestra.
Los años de posguerra fueron el período más rico de Finzi como compositor, dueño ya de un estilo propio, acreditado en obras como los Dies Natalis y en muchas de sus canciones. Comenzó por vez primera a recibir una serie de importantes encargos. Le solicitaron un himno para el «Three Choirs Festival» de 1946, y escribió Lo, the full, final sacrifice, un himno que muy pronto entró en el repertorio de otras iglesias y catedrales; ese mismo año compuso la música incidental, encargo de la BBC, para la obra teatral Love's Labour Lost, de la que luego adaptó parte como suite orquestal; al año siguiente, en 1947, le pidieron una obra orquestal de gran escala, y compuso la Ode to St Cecilia's Day, una obra que fue estrenada por Boult ese mismo año; finalmente, en 1948, el conocido clarinetista Frederick Thurston le encargó un Concierto de clarinete, una obra que llegó a ser quizás su trabajo más conocido. Las cartas que intercambió con Thurston en los años 1948-49 —ahora propiedad de su viuda, Thea King— muestran el deseo de Finzi de escribir adecuadamente para el instrumento solista, y Thurston debe haberle transmitido bien la maestría necesaria para lograrlo. La primera interpretación del Concierto fue el 9 de septiembre de 1949 en el «Three Choirs Festival», con el propio Finzi como director al frente de la «London Symphony Orchestra». 
En 1950 terminó su obra maestra, Intimations of Immortality («Insinuaciones de inmortalidad»), para tenor, coro y orquesta —estrenada ese mismo año en el «Three Choirs Festival»— una obra que será muy polémica al haber elegido textos que no se consideraba muy adecuados, una controversia que ya conocía al haber elegido anteriormente textos de Traherne y Milton. La posición de Finzi era que en ningún texto hay palabras ni tan finas ni familiares o soeces que no puedan ser musicadas, si el texto tiene contenido. Más adelante, en 1955, en su ciclo de conferencias «Crees Lectures» para la «Royal College of Music», desarrolló en profundidad este argumento que fue el objeto de su disertación: "The Composer’s Use of Words" («El uso de las palabras del compositor»), una mirada estimulante y provocadora sobre la estética de las canciones inglesas.
En ese momento, Finzi comenzaba a ser reconocido y sus obras se estrenaban e interpretaban con frecuencia. Pero esta felicidad no duró mucho. En 1951, a Finzi se le diagnosticó la enfermedad de Hodgkin, una incurable forma de leucemia, y aunque se sometió a un tratamiento de radioterapia, supo que solo tenía entre cinco y diez años más de vida. Solo lo compartió con la familia y no disminuyó en modo alguno su quehacer: en 1952 aceptó el puesto de examinador externo («External Examiner») de la Universidad de Saint Andrew y siguió con sus actividades en favor de otros compositores: continuó con Ivor Gurney, trabajó en la música de Hubert Parry, editó las oberturas de William Boyce para «Musica Britannica» (1954) y presentó una comunicación sobre John Stanley en la «Royal Musical Association». 
En 1954 se celebró en el Royal Festival Hall, en reconocimiento a su posición en la vida musical británica, un concierto monográfico con sus obras en el que se estrenó una nueva obra, la revisada Grand Fantasia and Toccata. Un nuevo encargo de sir John Barbirolli para el «Cheltenham Festival» de 1955 le permitió escribir y estrenar el Concierto de violoncelo, su obra instrumental más ambiciosa y su última gran obra. En el agónico primer movimiento se reflejan algunas de las sensaciones que la revelación de la enfermedad le debieron provocar, aunque su segundo movimiento, previsto originalmente como retrato musical de su esposa, es de una gran serenidad. 
En 1955 tuvo una esplenectomía, pero todavía asistió al «Three Choirs Festival», en Gloucester en 1956. Dirigió su obra In Terra Pax y se estrenó la obra Amore langueo, que su amigo Howard Ferguson le dedicó. Durante el Festival, en compañía de Vaughan William, hizo una pequeña excursión a Chosen Hill, para enseñarle el lugar que le había servido de inspiración para sus obras In Terra Pax y New Year Music. Mientras estaban allí, visitaron una pequeña capilla (el repique de esas campanas suena en In terra Pax) y allí coincidieron con una excursión de niños que habían contraído recientemente el sarampión. Se contagió y la enfermedad fue demasiado para su débil estado, causándole una inflamación severa del cerebro. Ingresó el día 26 de septiembre en el «Radcliffe infirmary» de Oxford, y su mujer lo arregló todo para que pudiera oír esa misma noche la retransmisión de la BBC del estreno de su Concierto de violoncelo. Murió al día siguiente, el 27 de septiembre de 1956, cuando sólo contaba cincuenta y cinco años.
Sus cenizas fueron esparcidas por su esposa en May Hill —junto con las de su propia hermana Mags—, en una pequeña colina situada al oeste de Gloucester. En 1965 su biblioteca de música del siglo XVIII, principalmente de obras del periodo entre 1740 y 1780, considerada una de las mejores colecciones privadas de Inglaterra, fue legada a la «Saint Andrew's University». Su biblioteca de literatura inglesa, que fue su sustento e inspiración, fue depositada en 1974 en la «Finzi Book Room», en la Biblioteca de la Universidad de Reading. El legado incluye más de 6000 ejemplares, algunos objetos personales y siete retratos realizados por Joy Finzi. Los libros siempre fueron sus compañeros, y de hecho, dos tercios de su obra, consistió en poner música a gran parte de esos poemas que tanto amó. En 1981, su mujer también cedió su colección personal de música (salvo la del siglo XVII, en St. Andrew), que comprende unos 900 libros y más de 7000 obras e incluye parte del legado de la hija de sir Hubert Parry. 
La «Finzi Trust» se fundó en 1969, con el fin de promover grabaciones, conciertos, festivales y publicaciones de la música de Finzi y también de otros compositores ingleses («Michael Berkeley», Britten, «Ferguson», «Gurney», Howells, «Leighton», «Lipkin», «Sumsion», «Poston», «Walton» y «Whitlock»). La Finzi Friends se fundó en 1982 con similares objetivos. Su mujer Joy Finzi, que estaba al frente de la misma, falleció el 14 de junio de 1991 a los 84 años de edad.
El hijo de Finzi, Christopher, heredó sus simpatías pacifistas así como su talento musical y es un director conocido y un exponente de la música de su padre. Gracias a él y a otros entusiastas, así como al trabajo de «Finzi Trust» y «Finzi Friends», la música de Finzi goza de un gran resurgimiento desde finales del siglo XX.
Finzi tuvo una larga amistad con el compositor Howard Ferguson y, así como le aconsejó sobre sus obras durante su vida, también colaboró con su familia en la edición de las obras de Finzi publicadas póstumamente.
A Bernard Herrmann le gustaba mucho la música de Finzi, considerándole uno de sus compositores modernos favoritos. Fue amigo suyo y a su muerte le dirigió una cariñosa carta de reconocimiento a su esposa, en la que señala que Dies natalis y Farewell son dos obras maestras
| | |
| Universidad de St. Andrews, donde permanece la colección de manuscritos de música del siglo XVII de Finzi | Universidad de Reading, donde está depositada la biblioteca y la biblioteca musical de música de Finzi |

## Música
La música de Finzi es francamente triste y otoñal, y su estilo general podría calificarse de elegíaco: hay pocos pasajes ligeros o claramente alegres. Finzi compone música básicamente tonal y su sentido de la tonalidad y de la forma son en él casi idiosincrásicos. Sin embargo, en alguna de sus últimas composiciones hay un uso considerable de la disonancia, especialmente en el Concerto de violoncelo. Su mejor valor, sin duda, es su capacidad de fijar las palabras a la música, habilidad que muy pocos compositores ingleses de cualquier época han igualado; por ello, sus canciones son lo más perfecto de su catálogo.
Finzi, melódica y armónicamente, debe bastante a Elgar y a Vaughan Williams. En su música también se pueden encontrar destellos ocasionales de Bliss y de Walton, así como también es patente el cariño y profundo conocimiento que tenía por la música de Parry. Sin embargo, Finzi no debe a ninguno de ellos la delicadeza y perfecta unión de la música y el texto, ni su imaginería, ni su visión de un mundo no mancillado por la sofisticación o la nostalgia. El sentido adulto de pérdida y exclusión del Eden inspira alguno de los mejores pasajes de la música de Finzi, como pueden ser la grandeza melancólica que destila Intimations of Immortality o la energía que anida en Lo, the full, final sacrifice. 
Finzi, acertadamente, encontró siempre el centro vital de sus textos vocales, fundiendo la declamación con un fuerte impulso lírico que desarrolló en varias líneas melódicas, flexibles y contrapesadas. No abusó de palabras-imagen («word-painting») y sus canciones son virtualmente silábicas y en este sentido, se asemeja bastante a Ivor Gurney, a Roger Quilter y a otros compositores ingleses de canciones de principios del siglo XX (en claro contraste con las de Britten o Tippett).
Su poeta preferido, Thomas Hardy, era un poeta algo difícil a veces con versos intratables, lo que estimuló su creatividad y le llevó a poner música a muchos de sus poemas, como el amoroso «Her Temple», «Wolfian bite of I look into my glass», el sereno «At a Lunar Eclipse» o el dramático «Channel Firing». Pocas de sus canciones tienen estrofas monótonas y la mayoría se complacen en un estilo arioso que pueda ser muy familiar o incluso intenso. Algunas de sus canciones, aparentemente improvisadas, revelan una firme estructura subyacente. 
A la muerte de Finzi su catálogo incluía más de diez docenas de canciones acabadas. Finzi no las publicaba al terminarlas y prefería esperar a tener un número suficiente y agruparlas en un ciclo. Finzi era un hombre práctico y sabía que una sola canción, a menos que el nombre del compositor garantizara su venta o que fuera interpretada por un cantante famoso, en seguida caía en el olvido. En previsión de esto, incluso dejó en blanco algún número de su lista de opus, que luego fueron usados en estos ciclos (en concreto el opus 13 y el opus 19).
Finzi publicó en vida sólo tres ciclos de canciones, todos para voz y piano y sobre poemas de Thomas Hardy: A Young Man’s Exhortation (1933), Earth and Air and Rain (1936) y Before and After Summer (1949), y sólo el primero es estrictamente un ciclo de canciones (A Young Man’s Exhortation), un ciclo compuesto alrededor de una idea común que desarrollar, ya que los otros dos se agrupan por ser canciones del mismo poeta. Finzi compuso otros seis ciclos más, tres de ellos del mismo Hardy, que fueron publicados a su muerte, dos en 1958 y otro en 1965. 
Entre sus otros ciclos de canciones, destaca el dedicado a poemas de Shakespeare, el encantador Let Us Garlands Bring (1942), que lleva la siguiente dedicatoria: "For Ralph Vaughan Williams on his birthday Oct. 12th 1942". Fueron estrenados ese día, primero en versión para barítono y piano, por Robert Irwin y Howard Ferguson, en un concierto almuerzo en la National Gallery. El arreglo para cuerdas se estrenó pocos días más tarde, el 18 de octubre, de nuevo con Irwin y esta vez la «BBC Symphony Orchestra» dirigida por Clarence Raybould. También escribió música incidental para la obra teatral de Shakespeare Love’s Labour’s Lost (1946). 
Sólo compuso un ciclo para voz y cuarteto de cuerdas By Footpath and Stile (1921-22) y para voz y orquesta compuso los Dies natalis ya citados, un trabajo profundamente místico, y el pacifista Farewell to Arms («Adiós a las armas») (1944). 
Los acompañamientos no pianísticos casan excelentemente con la voz; a menudo forman una cerrada textura, una textura muy parecida a la que Finzi utiliza frecuentemente en sus pequeñas piezas orquestales. Algunos de sus movimientos, meticulosamente detallados, son menos seguros y la limitación idiomática y la regularidad armónica puede llegar en algunos casos a ser monótonas. 
La música coral de Finzi incluye los populares himnos Lo, the full, final sacrifice y God is gone up as well, como canciones sin acompañamiento, pero también escribió grandes trabajos corales como For St. Cecilia (texto de Edmund Blunden), Intimations of Immortality («Insinuaciones de inmortalidad») (William Wordsworth) y Christmas scene In terra pax (Robert Bridges y el Evangelio de Lucas), todos en los últimos diez años de su vida.
Personal, también, es lo que refleja de Bach: en la Grand Fantasia la dualidad instala una tensión desafiadora, y en los movimientos de aria de Farewell to Arms y Dies natalis la rara unión entre el contrapunto disciplinado del acompañamiento y la voz alada, es lógica y estática. Dies natalis, un ciclo de canciones ensambladas como una cantata de Bach, con el verso y la prosa poética de Traherne, es una obra maestra menor de la música inglesa.
El número de trabajos puramente instrumentales de Finzi es pequeño, aunque se tomó gran interés en ellos en la primera parte de su carrera. Comenzó un Concierto de piano que nunca acabó, pero el material de sus movimientos individuales encontró acomodo en la apacible Eclogue y en la vigorosa Grand Fantasia and Toccata, que demuestra la admiración que Finzi sentía por Johann Sebastian Bach. También terminó un Concierto de violín que fue estrenado en Londres bajo la batuta de Vaughan Williams, y que no le satisfizo, retirando los movimientos primero y final (el movimiento intermedio Introit sobrevivió). Este concierto tuvo una segunda interpretación en 1999 (y su primera grabación en el sello Chandos). El Concierto de clarinete es posiblemente su trabajo instrumental más famoso, con un lirismo y encanto contagiosos unidos a una fuerte base emocional, en el que destaca la fertilidad y alegría de su invención temática. El Concierto de violoncelo es, quizás, su mejor trabajo -Finzi parece fundir todos los formatos compositivos anteriores—, una obra de un sorprendente dramatismo, de gran belleza y nobleza, y con un sentido melancólico de la nostalgia, con un primer movimiento que parece anticipar su propia muerte. 
De los pocos trabajos de cámara de Finzi, solamente las Cinco bagatelas para clarinete y piano han sobrevivido en el repertorio. 
| Los poetas de Finzi | Los poetas de Finzi | Los poetas de Finzi |
| ------------------- | ------------------- | ------------------- |
|                     |                     |                     |
| Christina Rossetti  | Thomas Hardy        | William Wordsworth  |

## Catálogo de obras
| Año        | Opus      | Obra | Tipo de obra            | Duración |
| ---------- | --------- | --- | ----------------------- | -------- |
| 1920       | s. op.    | Ceremonies (R. Herrick), para voz y piano. | Música vocal (piano)    |          |
| 1920       | s. op.    | Tall Nettles, para voz y piano. (orquestado por Christian Alexander). | Música vocal (piano)    |          |
| 1920       | s. op.    | Before the paling of the stars (Christina Rossetti), para voz y piano. | Música vocal (piano)    |          |
| 1920/21    | Opus 01   | Ten Children’s Songs (Songs to Poems by Christina Rossetti), para voz (S, 2S) y piano. (rev. 1940). | Música vocal (piano)    | 13:00    |
| 1920/21    | Opus 04   | Psalms for unaccompanied SATB. | Música coral            |          |
| 1921/22    | Opus 02   | By Footpath and Stile (Thomas Hardy), Bar, strings quartet [I went by footpath and by stile, rev. 1941; Where the picnic was; The Oxen, rev. 1941; The Master and the Leaves; Voices from things growing in a churchyard; Exeunt omnes]. | Música vocal            | 22:00    |
| 1921/56    | Opus 13   | Oh Fair to See [say ‘I’ll seek her side’ (Thomas Hardy, 1929. rev. 50s); Oh fair to see (Christina Rossetti, 1921); As I lay in the early sun (Edward Shanks, 1921, rev. 56); Only the wanderer (Ivor Gurney, 1925); To Joy (Edmund Blunden, 1931); Harvest (Edmund Blunden)]; Since we loved (Robert Bridges)].                                                                          | Música vocal (piano)    | 13:00    |
| 1922       | s. op.    | The Cupboard (Robert Graves), para voz (S, 2S) y piano. | Música vocal (piano)    |          |
| 1922       | s. op.    | Up to those bright and gladsome hills (H. Vaughan), para coro y órgano. | Música coral (órgano)   |          |
| 1922       | s. op.    | The brightness of this day (Vaughan), para barítono, coro y orquesta/órgano. | Música coral (orquesta) |          |
| 1923       | Opus 03   | A Severn Rhapsody, para orquesta de cámara. | Música orquestal        | 06:00    |
| 1923       | Opus 03   | English Pastorals and Elegies [a) A Severn Rhapsody - b) Requiem da camera], para orquesta de cámara. | Música orquestal        |          |
| 1923/25    | s. op.    | Requiem da camera, para barítono, coro y orquesta de cámara [Prelude; August, 1914 (J. Masefield); In time of ‘The Breaking of Nations’ (Thomas Hardy), 2 versions; Lament (W. Gibson)]. | Música coral (orquesta) | 24:00    |
| 1925       | s. op.    | The Recovery (T. Traherne), para coro y orquesta/órgano. | Música coral (orquesta) |          |
| 1925/27    | Opus 06   | Introit, para solo violin y pequeña orquesta (rev. 1935, rev. 1942 [2º movimiento del Violin Concerto]) | Música orquestal        | 08:00    |
| 1925/27    | s. op.    | Violin Concerto (previously withdrawn) | Música orquestal        |          |
| 1925/38-39 | Opus 08   | Dies Natalis (Thomas Traherne), para tenor (o soprano) solo y orquesta de cuerdas [Intrada; Rhapsody; The Rapture; Wonder; The Salutation]. | Música vocal (orquesta) | 25:00    |
| 1926       | Opus 05   | Three Short Elegies (W. Drummond), para coro (SATB) [I. Life a right shadow is. - II. This world a-hunting is. - III. This life, which seems so fair]. | Música coral            | 04:00    |
| 1926       | Opus 07   | New Year Music, nocturno para orquesta (rev. 1945–6) | Música orquestal        | 09:00    |
| 1926/28    | Opus 12   | Two Sonnets (J. Milton), T/S, small orchestra [When I consider; How soon hath time]. | Música vocal (orquesta) | 08:00    |
| 1926/29    | Opus 14   | A Young Man’s Exhortation (Thomas Hardy), 10 songs para tenor y piano [I. Mane floreat, et transeat: A Young Man’s Exhortation; Ditty; Budmouth Dears; Her Temple; The Comet at Yell’ham. - II. Vespere dedicat, induret, et arescat: Shortening Days; The Sigh; Former Beauties; Transformations; The dance continued].                                                                  | Música vocal (piano)    | 27:00    |
| 1926,44    | Opus 09   | Farewell to Arms, T, small orch/strings orch [Introduction (R. Knevet), 1944; Aria ‘His golden locks’ (G. Peele), 1926]. | Música vocal (orquesta) | 08:00    |
| 1927/56    | Opus 19   | Till Earth Outwears (Thomas Hardy). Siete canciones para voz aguda y piano [Let me enjoy the earth before - In years defaced - The Market-Girl - I look into my glass - It never looks like summer here - At a lunar eclipse - Life laughs onward] (publicado póstumamente). | Música orquestal        | 16:00    |
| 1928       | Opus 11   | Romance, para piano y cuerdas (rev. 1940s) (dedicada a John Russell). | Música instrumental     | 06:00    |
| 1928/35    | Opus 15   | Earth and Air and Rain (Thomas Hardy), para barítono y piano [Summer Schemes; When I set out for Lyonnesse; Waiting both; The Phantom; So I have fared; Rollicum-Rorum; To Lizbie Browne; The Clock of the Years; In a Churchyard; Proud Songsters]. | Música vocal (piano)    | 30:00    |
| 1928,53    | Opus 38   | Grand Fantasia and Toccata, para piano y orquesta [Grand Fantasia, 1928, rev. 1953; Toccata, 1953]. | Música orquestal        | 14:00    |
| 1928/56    | Opus 19b  | I said to love (Thomas Hardy). Seis canciones para barítono y piano [I need not go (before 1936); At Middle-Field Gate in February (1956); Two Lips (1928); In Five-Score Summers (1956); For life I never cared greatly; I said to love (1956)] (pub. póstumamente). | Música vocal (piano)    | 12:30    |
| 1929       | Opus 10   | Eclogue, para piano y cuerdas (rev. 1940s). | Música instrumental     | 09:00    |
| 1929       | Opus 20   | The Fall of the Leaf, elegy (rev. 1939–41) (publicada póstumamente, con la orquestación completada por H. Ferguson). | Música orquestal        | 09:00    |
| 1929       | Opus 25   | Prelude for strings orchestra (publicado póstumamente). | Música orquestal        | 04:00    |
| 1929/42    | Opus 18   | Let Us Garlands Bring (Shakespeare), para barítono y piano [Come away, death, 1938; Who is Sylvia?, 1938; Fear no more the heat o’ the sun, 1929; O mistress mine, 1942; It was a lover, 1940]. | Música vocal (piano)    | 13:00    |
| 1931/49    | Opus 16   | Before and After Summer (Thomas Hardy), para barítono y piano [Childhood among the Ferns (1947/48); Before and after Summer; The Self-Unseeing (1949); Overlooking the River (antes de 1940); Channel Firing (1940); In the Mind’s Eye; The too short time (1949); Epeisodia; Amabel (1932); He abjures love (1931)].                                                                     | Música vocal (piano)    | 30:00    |
| 1932/36    | Opus 21   | Interlude, para oboe y cuarteto de cuerdas | Música instrumental     | 08:00    |
| 1934/37    | Opus 17   | Seven Poems of Robert Bridges [I praise the tender flower, SATB; I have loved flowers that fade, SAT; My spirit sang all day, SATB; Clear and gentle stream, SATB; Nightingales, SSATB; Haste on, my joys!, SSATB; Wherefore tonight so full of care, SATB]. | Música coral            | 18:00    |
| 1935/56    | Opus 13a  | To a Poet, seis canciones para voz baja (A/Bar) y piano [To a poet a thousand years hence (James Elroy Flecker); On parent knees (Sir William Jones, 1935); Intrada (Traherne); The Birthnight (Walter de la Mare, 1956); June on Castle Hill (F.L. Lucas, 1940); Ode on the Rejection of St Cecilia (George Barker, 1948)] (pub. póstumamente y orquestado en 1956 por Colin Matthews)). | Música vocal (piano)    | 18:00    |
| 1936/38    | Opus 29   | Intimations of Immortality, Oda para tenor solo, coro mixto y orquesta (rev. 1949–50). | Música coral (orquesta) | 43:00    |
| 1938       | Opus 24   | Prelude and Fugue, a, strings trio | Música instrumental     |          |
| 1940       | Opus 22   | Elegy, F, para violín y piano | Música instrumental     | 09:00    |
| 1941/43    | Opus 23   | Five Bagatelles, para clarinete y piano (1920s, 1941–3) [Arreglado en 1984 para symphonic wind band por Bram Wiggins; y en 1992, para clarinete y orquesta de cuerdas, por Lawrence Ashmore]. | Música instrumental     | 14:00    |
| 1943       | -         | Orquestación de Ivor Gurney: Five Elizabethan Songs (solo orquesto cuatro, para ser interpretados por los Newbury String Players y Sophie Wyss). | Arreglo                 | 10:30    |
| 1946       | Opus 28   | Love’s Labour’s Lost (música incidental para una producción radiofónica de Shakespeare), para pequeña orquesta. | Música orquestal        |          |
| 1946/47    | Opus 28a  | Four Songs from Love's Labours Lost opus 28a (Songs from Shakespeare's play), para voz y pequeña orquesta. | Música orquestal        | 07:00    |
| 1946       | Opus 26   | Lo, the full, final sacrifice (R. Crashaw, after T. Aquinas), para coro y órgano (arr. para orquesta, 1947). | Música coral (órgano)   | 14:00    |
| 1947       | Opus 30   | For St Cecilia (E. Blunden). Ceremonial ode, para tenor, coro y orquesta | Música coral (orquesta) | 19:00    |
| 1948/49    | Opus 31   | Clarinet Concerto, para clarinete y cuerdas. | Música orquestal        | 25:00    |
| 1948/53    | Opus 27   | Three Anthems [1. ‘My lovely one’ - 2. ‘God is gone up’ - 3. ‘Welcome sweet and sacred feast’] : My lovely one (E. Taylor), SATB, org [God is gone up (Taylor), SATB, org/(str, org), 1951; Welcome sweet and sacred feast (Vaughan), SATB, org, 1953]. | Música coral            | 15:00    |
| 1951       | Opus 33   | All this night (W. Austin), Motete para coro (SATB). | Música coral (a capela) | 03:00    |
| 1951       | Opus 34   | Muses and Graces (U. Wood), para soprano (or treble), coro y piano/strings. | Música coral            | 03:30    |
| 1951       | Opus 35   | Let us now praise famous men (Apocrypha: Ecclesiasticus), TB y piano. | Música vocal (piano)    | 03:00    |
| 1951/54    | Opus 39   | In terra pax (Bridges, Bible: Luke), Christmas scene, para soprano, barítono, coro, str, hp, cymbals. (arr. with full orch, 1956). | Música coral (orquesta) | 14:00    |
| 1951/55    | Opus 40   | Cello Concerto. | Música orquestal        | 36:00    |
| 1952       | Opus 32   | Thou didst delight my eyes (Bridges), TBB. | Música coral            | 02:30    |
| 1952       | Opus 36   | Magnificat, para solistas, coro y órgano (arr. with orch, 1956). | Música coral (órgano)   | 09:00    |
| 1952       | Opus 28.b | Love’s Labour’s Lost — 3 Soliloquies, para pequeña orquesta | Música orquestal        | 06:00    |
| 1952/53    | Opus 37   | White-flowering days (Blunden), para coro SATB | Música coral (a capela) | 03:30    |
| 1952/55    | Opus 28.a | Love’s Labour’s Lost — suite [Introduction; Moth; Nocturne; The Hunt; Dance; Quodlibet; Soliloquies I–III; Finale]. | Música orquestal        | 23:00    |
| -          | -         | Orquestación de Hubert Parry: Chorale Fantasia on ‘When I survey the wondrous Cross’, para cuerdas | Arreglos                | -        |
| -          | -         | Edición de Richard Capel Bond: Concerto No.1 in D for trumpet, strings and continuo; Concerto No.6 in B flat for bassoon, strings and continuo | Ediciones               | -        |
| 1957       | -         | Edición de William Boyce: Overtures (Musica Britannica xiii, London 1957). | Ediciones               | -        |
| -          | -         | Edición de John Garth: Concerto No.2 in B flat for cello, strings and continuo | Ediciones               | -        |
| -          | -         | Edición de Ivor Gurney: Under the Greenwood Tree (Shakespeare); Orpheus (Shakespeare); Spring (Nashe); Sleep (Fletcher); todas arreglos para voz y orquesta de cuerda. | Ediciones               | -        |
| -          | -         | Edición de Richard Mudge: Concerto No.1 in D for trumpet, strings and continuo; Concerto No. 4 in D minor for strings and continuo; Concerto No.6 in F for organ and strings | Ediciones               | -        |
| 1950       | -         | Edición de Hubert Parry: Chorale Fantasia on 'When I survey the wondrous cross', arranged for string orchestra. | Ediciones               | -        |
| 1954       | -         | Edición de John Stanley: 6 Concertos, opus 2, for strings or piano (or organ or harpsichord) and strings; Solo in D, opus 4 n.º 5, for flute and piano (1954); 'Welcome Death' (Teraminta) for voice, keyboard and/or strings (1953). | Ediciones               | -        |
| 1953,56    | -         | Edición de Charles Wesley: String Quartets No.1 in F, No.2 in D, No.5 in B flat (1953); Concerto No.4 in C for piano (or harpsichord or organ) and strings (oboe ad lib) (1956). | Ediciones               | -        |

## Discografía
| Tipo de obra                             | Intérpretes                                                                                         | Casa discográfica |
| ---------------------------------------- | --------------------------------------------------------------------------------------------------- | ----------------- |
| All this night                           | Finzi Singers/Paul Spicer                                                                           | Chandos CHAN 8936 |
| Before and After Summer                  | Stephen Varcoe/Cliftord Benson                                                                      | Hyperion CDA66161 |
| Cello Concerto                           | Raphael Wallfisch/Royal Liverpool Philharmonic Orchestra/Vernon Handley                             | Chandos CHAN 8471 |
| Clarinet Concerto                        | Alan Hacker/English String Orchestra/William Boughton                                               | Nimbus NI 5101    |
| Clarinet Concerto                        | Thea King/Philharmonia/Alun Francis                                                                 | Hyperion CDA66001 |
| Clarinet Concerto                        | George MacDonald/Northern Sinfonia/Steuart Bedford                                                  | ASV CDDCA568      |
| Clarinet Concerto                        | Richard Stoltzman/Guildhall String Ensemble                                                         | RCA RD60437       |
| Clarinet Concerto                        | Emma Johnson/Royal Philharmonic Orchestra/Charles Groves                                            | ASV CDDCA787      |
| Dies natalis                             | William Brown/English Chamber Orchestra/Christopher Finzi                                           | EMI CDM7 63372    |
| Earth and Air and Rain                   | Stephen Varcoe/Clifford Benson                                                                      | Hyperion CDA66161 |
| Eclogue                                  | Howard Shelley/City of London Sinfonia/Richard Hickox                                               | EMI CDC7 49227    |
| Eclogue                                  | Martin Jones/English String Orchestra/William Boughton Nimbus NI 5366                               |                   |
| Elegy                                    | Levon Chilingirian/Clifford Benson                                                                  | Hyperion CDA66192 |
| The Fall of the Leaf                     | Northern Sinfonia/Richard Hickox                                                                    | EMI CDM7 64721    |
| Five Bagatelles                          | Gervase de Peyer/Gwenneth Pryor                                                                     | Chandos CHAN 8549 |
| Five Bagatelles                          | Emma Johnson/Malcolm Martineau                                                                      | ASV CDDCA787      |
| Five Bagatelles                          | Thea King/Clifford Benson                                                                           | Hyperion CDA66014 |
| Five Bagatelles (arr. flute/piano).      | Kenneth Smith/P.Rhodes                                                                              | ASV CDDCA862      |
| Five Bagatelles (arr. clarinet/strings). | Richard Stoltzman/Guildhall String Ensemble                                                         | RCA RD60437       |
| God is gone up                           | Finzi Singers/Harry Bicket/Paul Spicer                                                              | Chandos CHAN 8936 |
| God is gone up                           | St Paul's Cathedral Choir/Andrew Lucas/John Scott                                                   | Hyperion CDA66374 |
| God is gone up                           | Lulea Chamber Choir/Elnar Isacson                                                                   | BIS CD004         |
| Grand Fantasia and Toccata               | Philip Fowke/Royal Liverpool Philharmonic Orchestra/Richard Hickox                                  | EMI CDM7 64720    |
| Intimations of Immortality               | Philip Langridge/Liverpool Philharmonic Choir/Royal Liverpool Philharmonic Orchestra/Richard Hickox | EMI CDM7 64720    |
| I Said to Love                           | Stephen Varcoe/Clifford Benson                                                                      | Hyperion CDA66161 |
| Let Us Garlands Bring                    | Stephen Varcoe/City of London Sinfonia/Richard Hickox                                               | Chandos CHAN 8743 |
| Lo, the full, final sacrifice            | Finzi Singers/Harry Bicket/Paul Spicer                                                              | Chandos CHAN 8936 |
| Lo, the full, final sacrifice            | St Paul's Cathedral Choir/Andrew Lucas/John Scott                                                   | Hyperion CDA66374 |
| Lo, the full, final sacrifice            | Worcester Cathedral Choir/Adrian Partington/Donald Hunt                                             | Hyperion CDA66078 |
| Love's Labours Lost Suite                | English String Orchestra/William Boughton                                                           | Nimbus NI 5101    |
| Magnificat                               | Finzi Singers/Harry Bicket/Paul Spicer                                                              | Chandos CHAN 8936 |
| My lovely one                            | Finzi Singers/Harry Bicket/Paul Spicer                                                              | Chandos CHAN 8936 |
| New Year Music (Nocturne).               | Northern Sinfonia/Richard Hickox                                                                    | EMI CDM7 64721    |
| Oh Fair to See                           | Ian Partridge/Clifford Benson                                                                       | Hyperion CDA66015 |
| Prelude                                  | Guildhall String Ensemble/Robert Salter                                                             | RCA RD87761       |
| Prelude                                  | English String Orcnestra/William Boughton                                                           | Nimbus NI 5101    |
| Requiem da camera                        | Britten Singers/City of London Sinfonia/Richard Hickox                                              | Chandos CHAN 8997 |
| Romance                                  | Guildhall String Ensemble/Robert Salter                                                             | RCA RD87761       |
| Romance                                  | English String Orchestra/William Boughton                                                           | Nimbus NI 5101    |
| Seven Unaccompanied Part Songs           | Finzi Singers/Paul Spicer                                                                           | Chandos CHAN 8936 |
| Three Short Elegies                      | Finzi Singers/Paul Spicer                                                                           | Chandos CHAN 8936 |
| Till Earth Outwears                      | Martyn Hill/Clifford Benson                                                                         | Hyperion CDA66161 |
| To a Poet                                | Stephen Roberts/Clifford Benson                                                                     | Hyperion CDA66015 |
| Welcome sweet and sacred feast           | Finzi Singers/Harry Bicket/Paul Spicer                                                              | Chandos CHAN 8936 |
| White-flowering days                     | Finzi Singers/Harry Bicket/Paul Spicer                                                              | Chandos CHAN 8936 |
| A Young Man's Exhortation                | Martyn Hill/Clifford Benson                                                                         | Hyperion CDA66161 |